# Reichstag (weimari köztársaság)
A Weimari Köztársaság Reichstagja (1919–1933) volt Németország parlamentjének alsóháza, míg a felsőházat a Reichsrat alkotta, amely a tartományokat képviselte. A Reichstag első ülése 1920. június 24-én volt, amikor átvette a Weimari Nemzetgyűlés szerepét, amely ideiglenes parlamentként működött a Német Császárság 1918. novemberi összeomlását követően.
Az 1919-es weimari alkotmány értelmében a Reichstagot négyévente választották meg, általános, egyenlő, titkos és közvetlen választójog alapján, pártlistás arányos képviseleti rendszerben. Minden 20. életévét betöltött állampolgár szavazhatott, beleértve a nőket is, akik ekkor először kaptak választójogot, de aktív szolgálatban lévő katonák nem szavazhattak. A Reichstag döntött a birodalmi törvényekről, a költségvetésről, a háború és béke kérdéseiről, valamint az államközi szerződések jóváhagyásáról. A birodalmi kormány (a törvényeket végrehajtó miniszterek) felügyelete is a Reichstag hatáskörébe tartozott. A testület bizalmatlansági szavazással rákényszeríthette az egyes minisztereket vagy az egész kormányt a lemondásra. Az alkotmány 48. cikkelye alapján visszavonhatta a birodalmi elnök által kiadott szükségrendeleteket, míg a 25. cikkely értelmében az elnök feloszlathatta a Reichstagot, de egyazon okból csak egyszer.
A Reichstag mint szabad és demokratikus intézmény megszűnt létezni, miután az 1933-as felhatalmazási törvény hatályba lépett. Ez Adolf Hitler kancellárnak gyakorlatilag korlátlan hatalmat biztosított törvények alkotására és végrehajtására.

## Általános leírása

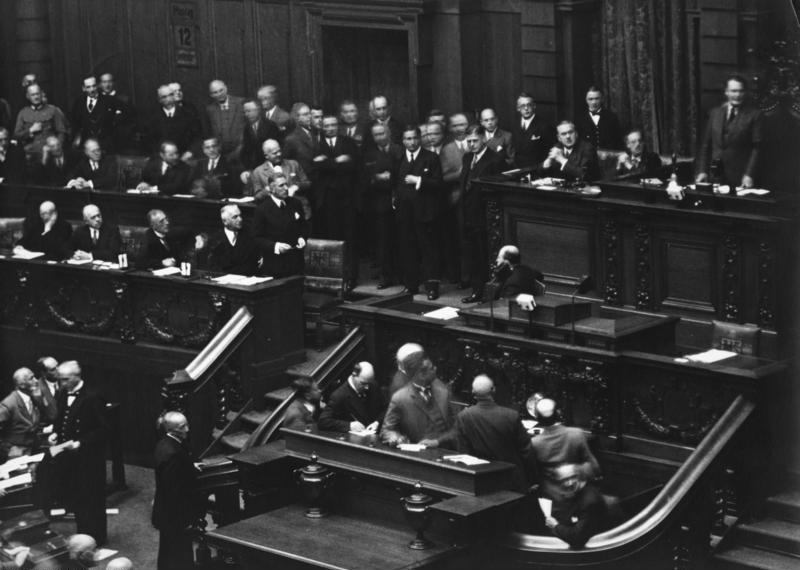
A Reichstag üléstermében

Az 1919-es weimari alkotmány értelmében a Reichstagot négyévente általános, egyenlő, titkos és közvetlen választásokon, arányos képviseleti rendszerben választották meg. A Reichstag döntött a birodalmi törvényekről, a költségvetési tervről, a háború és béke kérdéséről, valamint az egyes államközi szerződések megerősítéséről. Emellett feladata volt a birodalmi kormány ellenőrzése: bizalmatlansági indítvánnyal egyes minisztereket vagy az egész kormányt lemondásra kényszeríthetett, továbbá a Weimari Alkotmány 48. cikke értelmében bármikor visszavonhatta a birodalmi elnök szükségrendeleteit. Az elnök a 25. cikk alapján feloszlathatta a Reichstagot, de ugyanazon okból csak egyszer tehette meg.

A 35 választási körzetet és a 16 egyesületet (római számokkal) ábrázoló térkép

E két alkotmánycikk kombinációja 1930-tól lehetővé tette az úgynevezett elnöki kabinetek működését, amikor a birodalmi elnök és a kormány a törvényhozási feladatok jelentős részét a Reichstag helyett látta el. Ezt tovább súlyosbította a köztársaságellenes pártok, a Nemzetiszocialista Német Munkáspárt (NSDAP) és a Német Kommunista Párt (KPD) választási sikere, amelyek 1932. július 31-i választások óta együttesen többséget alkottak a Reichstagban. 1933-ban a nemzetiszocialisták ezen alkotmánycikkeket, valamint azt a lehetőséget kihasználva, hogy a törvényhozási jogkört egy felhatalmazási törvény révén a kormányra ruházhatják, létrehozták diktatúrájukat (lásd: hatalomátvétel). A baloldali pártok betiltásával, valamint a centrista és jobboldali pártok 1933 tavaszán történt kényszerű önfeloszlatásával a Reichstag egy NSDAP által uralt egypárti álparlamentté vált. Utolsó ülése 1942. április 26-án zajlott le.

## A Reichstag jogai, feladatai és hatáskörei
- Elfogadja a birodalmi törvényeket (törvényalkotás).
- Meghozta a költségvetési törvényeket (Weimari Alkotmány 85. cikk).
- Jóváhagyta a rendkívüli hitelek felvételét (Weimari Alkotmány 87. cikk).
- Foglalkozott a petíciókkal (Weimari Alkotmány 126. cikk).
- A Reichstag nyilatkozott háború és béke kérdésében (Weimari Alkotmány 45. cikk, II. bekezdés). Az idegen államokkal kötött szövetségek és szerződések, ha a birodalmi törvényhozás tárgyaira vonatkoztak, a Reichstag jóváhagyását igényelték (Weimari Alkotmány 45. cikk, III. bekezdés).
- A törvény kihirdetését két hónapra el lehetett halasztani, ha azt a Reichstag egyharmada kérte. Ugyanakkor a törvényt sürgősnek lehetett nyilvánítani, ami alapján a Reichspräsident a halasztási kérelem ellenére is kihirdethette azt (Weimari Alkotmány 72. cikk).
- A Reichstag önkormányzati joggal rendelkezett, saját ügyrendet alkotott.
- Interpellációkat, kisebb kérdéseket és írásbeli információkéréseket intézhetett a birodalmi kormányokhoz (Ügyrend 55–62., 67. szakasz).
- A Reichstag és bizottságai bármely kabinettag jelenlétét követelhették (Weimari Alkotmány 33. cikk).
- A pénzügyminiszternek számot kellett adnia a birodalmi bevételek felhasználásáról a Reichstag előtt (Weimari Alkotmány 86. cikk).
- Bizalmatlansági indítvánnyal kikényszeríthette a kormány lemondását (Weimari Alkotmány 54. cikk).
- Vádat emelhetett a birodalmi kancellár, a birodalmi miniszterek és a birodalmi elnök ellen, ha azok vétkesen megsértették a birodalmi alkotmányt vagy törvényt (Weimari Alkotmány 59. cikk).
- A birodalmi elnököt kétharmados többség alapján, népszavazással mozdíthatták el (Weimari Alkotmány 43. cikk, II. bekezdés).
- Hatályon kívül helyezhette az ostromállapot intézkedéseit (Weimari Alkotmány 48. cikk, III. és IV. bekezdés).
- Vizsgálóbizottságokat állíthatott fel (Weimari Alkotmány 35. cikk, I. bekezdés).
- Létrehozott egy állandó bizottságot, amely a parlamenti képviselet jogait biztosította a kormány ellenében a nem ülésező időszakokban és a választási ciklusok lezárultával; ez a bizottság vizsgálóbizottsági jogkörrel rendelkezett (Weimari Alkotmány 35. cikk, II. és III. bekezdés).
- Létrehozott egy állandó, nem nyilvános külügyi bizottságot is, amely szintén vizsgálóbizottsági jogkörrel bírt (Weimari Alkotmány 35. cikk, I. és III. bekezdés; Ügyrend 34. §, I. bekezdés).
- A Reichstag mellett létrehozták a választási vizsgálóbíróságot, amely a Reichstag képviselőiből és a birodalmi közigazgatási bíróság bíráiból állt (Weimari Alkotmány 31. cikk).[5]

## A Reichstag épülete
A Reichstag kifejezés Paul Wallot berlini parlamenti épületére is utal, amelyet 1894-ben avattak fel. Az épület azonban csak 39 évig tölthette be eredeti funkcióját, egészen az 1933. február 27-i Reichstag-tűzvészig. A gyújtogatás elkövetőjének kilétét sosem sikerült teljes mértékben tisztázni, és a mai napig vitatott. A tűz legnagyobb haszonélvezői a nemzetiszocialisták voltak, akik másnap a Reichstag-tűz rendelet segítségével megszüntették az alapvető jogokat. A parlament ezt követően a Kroll-operaházban tartotta üléseit.
A használaton kívüli Reichstag-épületet a második világháború bombázásai részben megsemmisítették. A háború utáni újjáépítési szakaszok után csak az 1990-es években került sor az épület átfogó átalakítására, amely során egy új kupolával is gazdagodott. 1999 óta a Reichstag épülete a Német Szövetségi Gyűlés (Bundestag) székhelye.

## Választási rendszer
Fő szócikk: A Weimari Köztársaság választójoga és választási rendszere
Minden választópolgár egy szavazattal rendelkezett, amelyet egy választókerületi listára adhatott le. A mandátumok számát az arányos képviseleti rendszer alapján osztották ki. A Reichstag mandátumainak száma változó volt, mivel a teljes mandátumszám a leadott szavazatok számától függött: minden 60 000 szavazat egy mandátumot ért. Így például 1919-ben a Nemzetgyűlés 421, míg 1933-ban az utolsó Reichstag 647 tagból állt.
A birodalom 35 választókerületre oszlott, amelyek 16 választókerületi szövetségbe tömörültek. Ezek a szövetségek – Kelet-Poroszország kivételével – két vagy három választókerületből álltak. A pártok minden választókerületben (ahol indulni kívántak) jelöltlistát állítottak, továbbá egy országos listát is benyújtottak.
Egy választókerületi lista a választókerületben minden teljes 60 000 szavazat után egy mandátumot kapott. A fennmaradó szavazatokat a választókerületi szövetség szintjére továbbították. Itt az összes választókerület fennmaradó szavazatait összegezték; minden további 60 000 szavazat után egy újabb mandátumot osztottak ki, amelyet annak a választókerületi listának ítéltek oda, amely a legtöbb fennmaradó szavazattal járult hozzá. A még megmaradt szavazatokat az országos szintre vitték tovább, ahol a pártok minden további 60 000 szavazatért újabb mandátumot kaptak az országos listáról.
Az alapvető szabályrendszer mellett néhány kiegészítő előírás is érvényben volt. A legfontosabb az volt, hogy egy párt csak akkor szerezhetett mandátumot, ha legalább egy választókerületben minimum 30 000 szavazatot kapott. Emellett az országos lista csak annyi mandátumot adhatott, amennyit a párt már az alsóbb szinteken összesen elnyert. Ezek a szabályok hátrányosan érintették azokat a kisebb pártokat, amelyek nem rendelkeztek regionális bázissal.
A fennmaradó szavazatok újraelosztása miatt jelentős különbségek alakulhattak ki a szavazatok és a megszerzett mandátumok aránya között.

## Választási eredmények
Fő szócikk: Reichstag-választások Németországban Weimari Köztársaság (1918–1933)
1919 és 1933 között egy alkotmányozó nemzetgyűlési választást, valamint nyolc Reichstag-választást tartottak. Míg 1919-ben még a politikai közép pártjai domináltak (SPD, Zentrum, DDP), a Weimari Köztársaság pártrendszere egyre széttöredezettebbé vált, és a korszak vége felé növekvő radikalizáció jellemezte (KPD és NSDAP).
Nemi megoszlás
A nőkre vonatkozó aktív és passzív választójogot Németországban, hasonlóan sok más országhoz, csak az első világháborút követő demokratikus átalakulás során vezették be. Németország – Ausztriával együtt – a skandináv és balti államok után az európai nők választójogának élvonalába tartozott. 1919. február 19-én Marie Juchacz (SPD) tartotta meg az első női képviselői beszédet egy német nemzeti parlamentben.
A Weimari Köztársaság kezdetén a Nemzetgyűlésben és az első Reichstagban a női képviselők aránya még 8–9% körül mozgott, de a következő hat választási ciklus során ez 6–7% körül állandósult. Az 1933 márciusában, a nemzetiszocialisták hatalomra kerülése után tartott választást követően a női képviselők aránya alig 4% alá csökkent. A nemzetiszocialista időszak további választásain (1933 novemberében, 1936-ban és 1938-ban) már egyetlen nő sem került be a Reichstagba.
Statisztikai adatok
A nemek aránya a választási ciklus kezdetén, a Weimari Köztársaság Nemzetgyűlésének és Reichstagjának tagjai között.
Nemi megoszlás a Weimari Köztársaságban (1919–1933)
Az alábbi táblázat bemutatja a nők és férfiak arányát a Weimari Köztársaság Nemzetgyűlésében és Reichstagjában a választási évek szerint.
| Választás éve               | Nők aránya (%) | Nők száma | Férfiak aránya (%) | Férfiak száma | Összesen |
| --------------------------- | -------------- | --------- | ------------------ | ------------- | -------- |
| Weimari Nemzetgyűlés (1919) | 8,7            | 37        | 91,3               | 386           | 423      |
| 1. Reichstag (1920)         | 8,0            | 37        | 92,0               | 426           | 463      |
| 2. Reichstag (1924)         | 5,7            | 27        | 94,3               | 445           | 472      |
| 3. Reichstag (1924)         | 6,7            | 33        | 93,3               | 460           | 493      |
| 4. Reichstag (1928)         | 6,7            | 33        | 93,3               | 457           | 490      |
| 5. Reichstag (1930)         | 6,8            | 39        | 93,2               | 538           | 577      |
| 6. Reichstag (1932)         | 5,6            | 34        | 94,4               | 574           | 608      |
| 7. Reichstag (1932)         | 6,0            | 35        | 94,0               | 547           | 582      |
| 8. Reichstag (1933)         | 3,8            | 21        | 96,2               | 537           | 558      |

## Reichstag-elnökök és Öregek Tanácsa
Fő szócikk: A Weimari Köztársaság Reichstag-elnöke
A Német Birodalmi Reichstag elnökei a következők voltak:
- 1920–1924: Paul Löbe (SPD)
- 1924–1925: Max Wallraf (DNVP)
- 1925–1932: Paul Löbe (SPD)
- 1932–1945: Hermann Göring (NSDAP)

Az elnököt és helyetteseit a képviselők választották meg a törvényhozási időszak kezdetén. A német parlamentáris gyakorlat szerint általában a legnagyobb frakció képviselőjét választották elnöknek.

### Az Öregek Tanácsa
Az elnökséget az Öregek Tanácsa (Ältestenrat) támogatta. Az addigi Seniorenkonventet az 1922-es új Reichstag-ügyrend keretében nevezték át Öregek Tanácsára. A testület tagjai a következők voltak: a Reichstag elnöke, az elnökhelyettesek és 21 további tag, akiket a frakciók delegáltak. Ezek közé általában a frakciók elnökei is tartoztak. Az Öregek Tanácsát az elnök vagy helyettese hívta össze és vezette.
Feladatai
- A frakciók közötti egyeztetések napirendről és munkatervről. Ezek az egyezségek azonban jogilag nem voltak kötelező érvényűek, és a frakciók eltérhettek tőlük.
- A parlamenti bizottságok elnökeinek és helyetteseinek kijelölése.
- További szervezeti kérdések megvitatása.

Az Öregek Tanácsa korlátozott hatásköre ellenére jelentős szerepet játszott a parlament működésében, feladatai lényegében hasonlítottak a mai Német Szövetségi Gyűlés (Bundestag) Öregek Tanácsának tevékenységére.

## Reichstag-ülések hangfelvételei
1930 december 3-tól kezdődően a Reichstag üléseinek hosszabb részleteit rádióban rögzítették. Bár Paul Löbe Reichstag-elnök a közvetlen élő adások mellett érvelt, a Reichstag Öregek Tanácsa ezt kezdetben elutasította. Heinrich Brüning birodalmi kancellár 1932. február 25-én elhangzott, körülbelül 80 perces beszéde volt az első olyan Reichstag-beszéd, amelyet a rádió utólag teljes egészében sugárzott. Az első élő közvetítésre 1933. március 23-án került sor az Ermächtigungsgesetz (felhatalmazási törvény) elfogadásakor.
A Weimari Köztársaság időszakából több mint 20 órányi eredeti hangfelvétel maradt fenn Reichstag-ülésekről. Az eredeti hanganyagokat ma a British Library Sound Archive őrzi, míg másolatok a Német Rádióarchívumban (Deutsches Rundfunkarchiv) találhatók Frankfurtban. Az Archivradio 2018 márciusában először sugározta a Hitler hatalomra jutásáig fennmaradt szinte összes ülés teljes hangfelvételét, amelyek addig nagyrészt kiadatlanok voltak.

## Fordítás
Ez a szócikk részben vagy egészben  a   Reichstag (Weimarer Republik) című német Wikipédia-szócikk fordításán alapul.  Az eredeti cikk szerkesztőit annak laptörténete sorolja fel. Ez a jelzés csupán a megfogalmazás eredetét és a szerzői jogokat jelzi, nem szolgál a cikkben szereplő információk forrásmegjelöléseként.